# Кампана (Аргентина)
Кампа́на — город в Аргентине, в провинции Буэнос-Айрес. Расположен в 75 километрах от Буэнос-Айреса, на берегу реки Парана. Через город проходит Панамериканское шоссе, связывающее Буэнос-Айрес с северными городами Аргентины. 86 тыс. жит. (2010). Крупный нефтеперерабатывающий комплекс фирмы «ESSO».

## История
Населённый пункт в этом месте был основан в 1875 году. Своё название он получил в честь Хоакина Кампаны.